# Sehunou
Sehunou is een dorp in het district Central in Botswana. De plaats telt 1049 inwoners (2011).